# محوطه آلب ارسلان طرب‌آباد
محوطه آلب ارسلان طرب‌آباد مربوط به دوره اسلامی است و در شهرستان نیشابور، ۳۰۰ م جنوب روستای طرب‌آباد واقع شده و این اثر در تاریخ ۶ مهر ۱۳۸۴ با شمارهٔ ثبت ۱۳۴۲۹ به‌عنوان یکی از آثار ملی ایران به ثبت رسیده است.